# 2022年9月布基纳法索政变
2022年9月30日，布吉納法索發生政變，臨時總統保罗-亨利·桑达奥果·达米巴因無力應對該國伊斯蘭叛亂而被撤職。就在八個月前，達米巴在政變中上臺。上尉易卜拉欣·特拉奧雷接任臨時領導人。伊班貝·蒙塞因中尉擔任政變後數小時由特拉奧雷組建的全國過渡委員會的副領導人。

## 背景
2022年1月布吉納法索政變後，卡博雷政府無力遏制布吉納法索的聖戰叛亂，一群軍官推翻了卡博雷，成立了以保羅-亨利·桑達奧果·達米巴為首的保衛與復原愛國運動軍政府。政變最初受到許多民眾的歡呼，因為前任政府由於未能處理伊斯蘭叛亂事件而變得非常不受歡迎。
不料，達米巴軍政府也未能擊敗叛亂分子，反被聖戰分子和其他武裝分子夺走了更多的领土。截至2022年9月，布吉納法索近40%的土地由非國家部隊控制。與此同時，達米巴解僱了他任命的國防部長，並親自兼任。一些支持一月政變的軍官對達米巴的統治感到不滿，聲稱他沒有足夠專注於擊敗叛亂分子，而是追求自己的目標。這些心懷不滿的軍官大多是年輕人，直接在前線服役。民眾對達米巴的支持也有所下降。
因此，由易卜拉欣·特拉奧雷上尉領導的不滿分子策劃了自己的政變。特拉奧雷當時在布吉納法索北部的卡亞鎮擔任“眼鏡蛇”特種部隊的首領。除了軍政府在對抗叛軍時表現不佳之外，“眼鏡蛇”部隊也對延遲支付工資以及他們的前總司令伊曼紐爾·祖格拉納（在卡博雷政府下被監禁）沒有被達米巴釋放的事實感到不安。 9月26日，前往被圍困的北部城鎮吉博的補給車隊遭到叛軍伏擊，導致11名布吉納法索士兵死亡，50名平民被綁架。這一事件進一步削弱了公眾對達米巴政府的信心，並導致他最終被推翻。

## 政變
政變開始於清晨，當時在首都瓦加杜古的幾個地方聽到了猛烈的槍聲和爆炸聲，包括在總統和軍政府總部所在的瓦加2000街區。蒙面士兵在首都中心組織了封鎖;支持政變的部隊似乎主要屬於「眼鏡蛇」部隊。衝突發生在達米巴主要駐紮的巴巴西營地，據報導，科西亞姆宮也發生了槍擊事件。國家電視台停播。幾個小時後，臨時政府承認軍隊存在「內部危機」 ，並表示正在進行談判以達成解決方案。臨時總統達米巴在臉書上承認，「國家武裝部隊某些成員的情緒發生了變化」。叛軍與政府之間的談判沒有成功。
當平民意識到正在發生政變時，一些團體聚集在首都收集資訊或表明對政變策劃者的支持，晚上，特拉奧雷上尉宣佈，他和一群軍官決定罷免臨時總統達米巴，因為他無法應對該國日益惡化的伊斯蘭叛亂活動。他宣佈從晚上9時至淩晨5時實行宵禁，暫停所有政治和民間社會活動，關閉所有空中和陸地邊界，並凍結布吉納法索憲法。特拉奧雷還宣佈他是保衛愛國與復原運動的新領導人。與此同時，達米巴被轉移到布吉納法索特種部隊的軍事基地坎博因辛營。
政變被該國人權運動主席描述為「非常遺憾」，他還批評軍方的分裂和無力打擊極端主義。
西非国家经济共同体譴責政變並補充說，政變發生在布吉納法索恢復憲政的“不合時宜的時刻”。非洲聯盟委員會主席穆薩·法基·穆罕默德譴責政變是「違憲的」。
伊斯蘭合作組織譴責政變，呼籲保持冷靜，維護對話精神。
俄羅斯呼籲布吉納法索儘快恢復正常狀態，以確保「完整秩序」和「回到合法性框架」。

## 后续
2023年9月16日，馬利、尼日和布基納法索——三个发生类似政变的西非国家簽署共同防禦條約，建立萨赫勒国家联盟，并于2024年1月28日發布聯合聲明，宣布退出西非經共體。